# Frontera entre Croacia y Hungría
La frontera entre Hungría y Croacia es la frontera internacional entre Croacia y Hungría, ambos Estados miembros de la Unión Europea y del espacio Schengen.

## Trazado

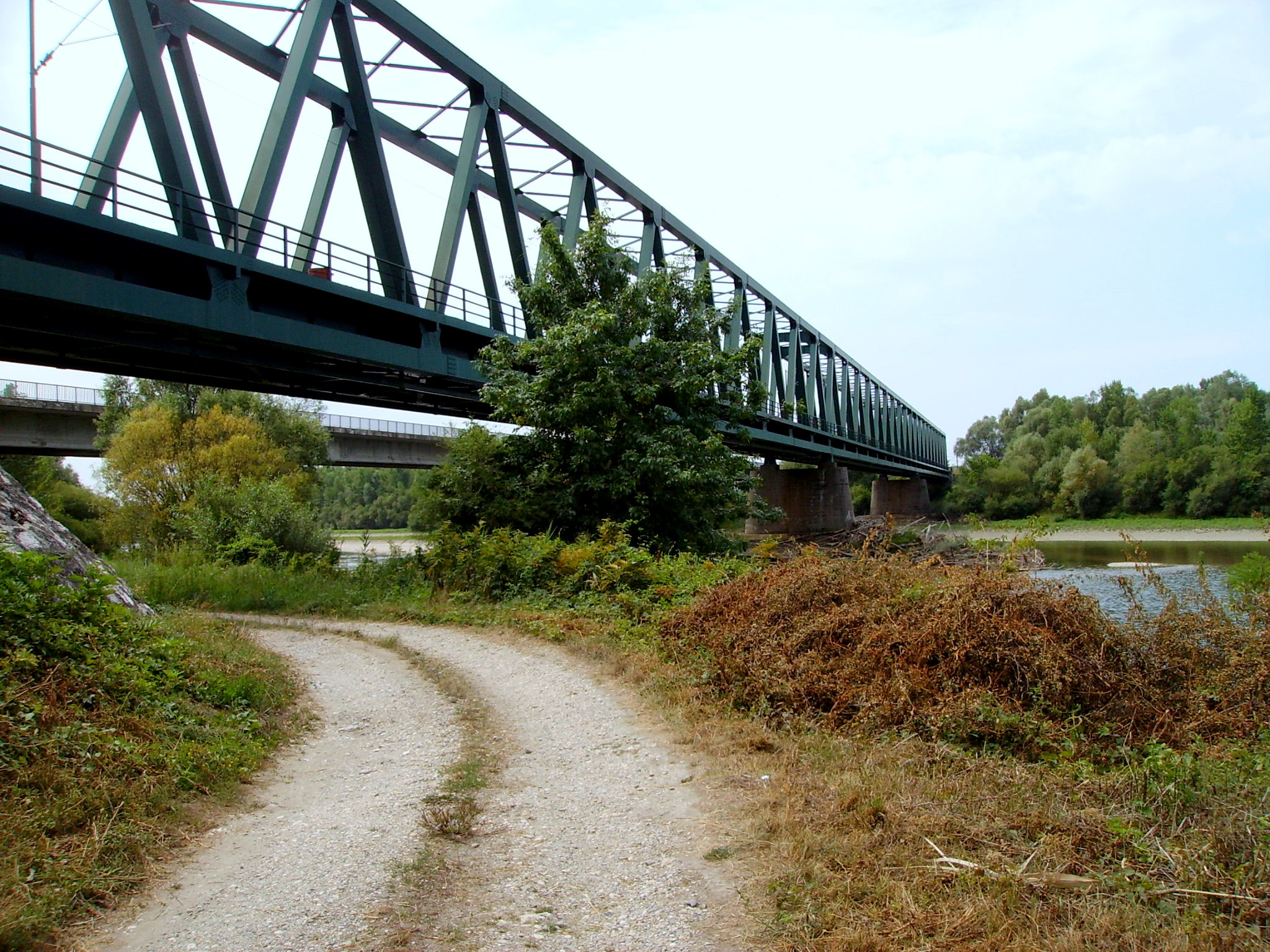
Puente sobre el río Drava en Zákány.

Se extiende en dirección oeste-este a lo largo de 348 kilómetros desde el trifinio Hungría-Croacia-Serbia (en Voivodina) hasta el trifinio entre ambos estados y Eslovenia. Está parcialmente marcada por el río Drava y separa los condados croatas de Virovitica-Podravina, Koprivnica-Križevci, Vukovar-Srijem y Osijek-Baranja de los condados húngaros de Vas, Zala, Somogy y Baranya.

## Historia
Esta frontera quedó establecida a finales de la Primera Guerra Mundial (1918) cuando se disolvió el Imperio austrohúngaro y Croacia, hasta entonces parte de Hungría, entró a formar parte del Reino de los Serbios, Croatas y Eslovenos, después Reino de Yugoslavia según los tratados de Saint-Germain (1919) y Trianón (1920). La frontera no cambió hasta 1941 cuando se formó el Estado Independiente de Croacia bajo tutela del Tercer Reich, puesto que el condado de Međimurje y la Baranja croata fueron transferidas a Hungría. Después de la Segunda Guerra Mundial Croacia fue una de las repúblicas constitutivas de la República Federativa Socialista de Yugoslavia. Después de la disolución de Yugoslavia el 25 de junio de 1991 esta fue la frontera entre el nuevo estado de Croacia con Hungría.
Después de la adhesión de Hungría a la Unión Europea el 2004, la frontera croato-húngara se convirtió en una parte de la frontera exterior de la Unión Europea y, desde la adhesión de Hungría al área Schengen el 21 de diciembre de 2007, una parte de la frontera exterior de la zona Schengen. Finalmente, el 1 de julio de 2013, Croacia se adhirió a la Unión Europea, de forma que la frontera croato-húngara era una frontera interna de la Unión Europea; sin embargo, siguió siendo una frontera exterior del área de Schengen puesto que Croacia aún no formaba parte.
Para bloquear el flujo migratorio, Hungría inició la construcción de un muro fronterizo durante la noche del 17 al 18 de septiembre de 2015.
Finalmente el 1 de enero de 2023, Croacia entró a formar parte del espacio Schengen.